# Diocese de Jaca
A Diocese de Jaca (em latim: Dioecesis Iacensis) é uma diocese da Igreja Católica da Espanha, sediada na cidade de Jaca, na província de Huesca, comunidade autónoma de Aragão. Faz parte da Arquidiocese de Pamplona e Tudela. Foi fundada em 1063 pelo Papa Alexandre II. Em 2022 contava com uma população católica de 49 200 fiéis, sendo 97,6% da população total, e tinha 44 paróquias.

## História
Em 1063 o Papa Alexandre II cria a Diocese de Jaca na Espanha. Em 1955 a diocese ganha parte do território da Arquidiocese de Saragoça. No mesmo ano houve uma troca territorial entre a Diocese de Jaca e a Diocese de Huesca. Em 1956 a Diocese de Jaca tem sua província eclesiástica alterada, passando de Saragoça para Pamplona e Tudela|.

## Lista de bispos
A seguir uma lista de bispos desde 1572. Não se tem muita informação dos bispos anteriores a essa data.
|                | Nome                                          | Período        | Notas                                       |
| Bispos de Jaca | Bispos de Jaca                                | Bispos de Jaca | Bispos de Jaca                              |
| -------------- | --------------------------------------------- | -------------- | ------------------------------------------- |
| 55º            | Pedro Aguado Cuesta, Sch.P.                   | 2025-          | Atual                                       |
| 54.º           | Julián Ruiz Martorell                         | 2010 - 2023    | Nomeado bispo de Sigüenza-Guadalajara       |
| 53.º           | Jesús Sanz Montes, O.F.M.                     | 2003 - 2009    | Nomeado arcebispo de Oviedo                 |
| 52.º           | Jose Maria Conget Arizaleta                   | 1990 - 2001    | Faleceu no cargo                            |
| 51.º           | Rosendo Álvarez Gastón                        | 1984 - 1989    | Nomeado bispo de Almeria                    |
| 50.º           | Juan Angel Belda Dardiñá                      | 1978 - 1983    | Nomeado bispo de Leão                       |
| 49.º           | Ángel Hidalgo Ibáñez                          | 1950 - 1978    |                                             |
| 48.º           | José María Bueno y Monreal                    | 1945 - 1950    | Nomeado bispo de Vitória                    |
| 47.º           | Juan Villar y Sanz                            | 1926 - 1943    | Nomeado bispo de Lérida                     |
| 46.º           | Francisco Frutos y Valiente                   | 1920 - 1925    | Nomeado bispo de Salamanca                  |
| 45.º           | Manuel de Castro y Alonso                     | 1913 - 1920    | Nomeado bispo de Segóvia                    |
| 44.º           | Antolín López y Peláez                        | 1904 - 1913    | Nomeado arcebispo de Tarragona              |
| 43.º           | Francisco Javier Valdés y Noriega, O.S.A.     | 1899 - 1904    | Nomeado bispo de Salamanca                  |
| 42.º           | José López Mendoza y García, O.S.A.           | 1891 - 1899    | Nomeado bispo de Pamplona                   |
| 41.º           | Ramón Fernández y Lafita                      | 1874 - 1890    | Faleceu no cargo                            |
| 40.º           | Pedro Lucas Asensio Poves                     | 1857 - 1870    | Faleceu no cargo                            |
| 39.º           | Juan José Biec y Belio                        | 1852 - 1856    | Faleceu no cargo                            |
| 38.º           | Miguel García Cuesta                          | 1848 - 1851    | Nomeado arcebispo de Santiago de Compostela |
| 37.º           | Manuel María Gómez de las Rivas               | 1832 - 1847    | Nomeado arcebispo de Saragoça               |
| 36.º           | Pedro Rodriguez de Miranda, O. de M.          | 1829 - 1831    | Faleceu no cargo                            |
| 35.º           | Leonardo Santander y Villavicencio            | 1824 - 1828    | Nomeado bispo de Astorga                    |
| 34.º           | Cristóbal Pérez Viala                         | 1815 - 1822    | Faleceu no cargo                            |
| 33.º           | Lorenzo Algüero Ribera, O.S.M.                | 1803 - 1814    | Nomeado bispo de Segorbe                    |
| 32.º           | José López Gil, O.Carm.                       | 1785 - 1802    | Faleceu no cargo                            |
| 31.º           | Julián Gascueña Herráiz, O.F.M.               | 1780 - 1784    | Nomeado bispo de Ávila                      |
| 30.º           | Andrés Pérez Bermúdez, O.F.M.                 | 1777 - 1779    | Faleceu no cargo                            |
| 29.º           | Pascual López Estaún                          | 1755 - 1776    | Nomeado bispo de Huesca                     |
| 28.º           | Esteban Villanova Colomer                     | 1751 - 1755    | Nomeado bispo de Tarazona                   |
| 27.º           | Juan Domingo Manzano Carvajal                 | 1739 - 1750    | Faleceu no cargo                            |
| 26.º           | Ramón Nogués                                  | 1734 - 1738    | Faleceu no cargo                            |
| 25.º           | Pedro Espinosa de los Monteros, O.F.M.        | 1728 - 1732    | Faleceu no cargo                            |
| 24.º           | Antonio Alejandro Sarmiento Sotomayor, O.S.B. | 1728 - 1728    | Nomeado bispo de Mondoñedo                  |
| 23.º           | Miguel Estela, O.M.                           | 1721 - 1727    | Faleceu no cargo                            |
| 22.º           | Francisco Polanco, O.M.                       | 1717 - 1720    | Faleceu no cargo                            |
| 21.º           | Mateo Foncillas Mozárabe                      | 1705 - 1717    | Faleceu no cargo                            |
| 20.º           | Miguel Lorenzo de Frías y Espinel             | 1683 - 1704    | Faleceu no cargo                            |
| 19.º           | Bernardo Mateo Sánchez de Castellar           | 1677 - 1683    | Nomeado bispo de Tarazona                   |
| 18.º           | Andrés Aznar y Naves, O.S.A.                  | 1671 - 1674    | Nomeado bispo de Teruel                     |
| 17.º           | Bartolomé de Foncalda, O.S.A.                 | 1653 - 1671    | Nomeado bispo de Huesca                     |
| 16.º           | Jerónimo de Ipenza                            | 1648 - 1652    | Faleceu no cargo                            |
| 15.º           | Juan Domingo Briz Trujillo                    | 1647 - 1648    | Faleceu no cargo                            |
| 14.º           | Mauro de Villarroel, O.S.B.                   | 1635 - 1646    | Faleceu no cargo                            |
| 13.º           | Vicente Domec                                 | 1631 - 1635    | Nomeado bispo de Albarracín                 |
| 12.º           | Alvaro Mendoza, O.F.M.                        | 1628 - 1631    | Faleceu no cargo                            |
| 11.º           | José Palafox Palafox                          | 1627 - 1628    | Faleceu no cargo                            |
| 10.º           | Juan Estelrich                                | 1622 - 1626    | Faleceu no cargo                            |
| 9.º            | Luis Díaz Aux de Armendáriz, O.Cist.          | 1617 - 1622    | Nomeado bispo de Urgel                      |
| 8.º            | Felipe Guimerá, O. de M.                      | 1616 - 1617    | Faleceu no cargo                            |
| 7.º            | Diego Ordóñez, O..F.M.                        | 1614 - 1615    | Nomeado bispo de Salamanca                  |
| 6.º            | Tomás Cortés de Sangüesa                      | 1607 - 1614    | Nomeado bispo de Teruel                     |
| 5.º            | Malaquías Asso, O.Cist                        | 1594 - 1606    | Faleceu no cargo                            |
| 4.º            | Diego Monreal                                 | 1592 - 1594    | Nomeado bispo de Huesca                     |
| 3.º            | Pedro de Aragón                               | 1584 - 1592    | Nomeado bispo de Lérida                     |
| 2.º            | Gaspar Juan de la Figuera, C.R.S.A.           | 1578 - 1583    | Nomeado bispo de Albarracín                 |
| 1.º            | Pedro del Frago Garcés                        | 1572 - 1577    | Nomeado bispo de Huesca                     |